# Asteria
Asteria er en mytisk figur fra den græske mytologi. Hun er en titan, datter af Krios og Foibe. Med Titanen Perses er hun ophav til den uhyggelige gudinde Hekate
| Mytologi | Spire Denne artikel om mytologi er en spire som bør udbygges. Du er velkommen til at hjælpe Wikipedia ved at udvide den. |